# Pays-de-Clerval
Pays-de-Clerval és un municipi del departament de Doubs, França. El municipi va ser establert el dia 1 de gener de 2017 a partir de la fusió de Clerval i Santoche. L'1 de gener de 2019, la comunitat de Chaux-lès-Clervalis va ser fusionada a Pays-de-Clerval.